# Elassommatina
Infra-ordre
Les Elassommatina  sont un infra-ordre de pseudoscorpions.

## Classification
- Cheliferoidea
  - Atemnidae
  - Cheliferidae
  - Chernetidae
  - Withiidae
- Sternophoroidea
  - Sternophoridae

## Publication originale
- Harvey, 1992 : The phylogeny and classification of the Pseudoscorpionida (Chelicerata: Arachnida). Invertebrate Taxonomy, vol. 6, p. 1373-1435.